# کشتی بیمارستانی تیپ ۹۲۰
کشتی بیمارستانی تیپ ۹۲۰ (به انگلیسی: Type 920 hospital ship) یک کشتی است که طول آن 178 metres می‌باشد. این کشتی  در سال ۲۰۰۷ ساخته شد.